# Étienne François Rocbert de Lamorendière-Ducoudray
Étienne-François Rocbert de Lamorendière-Ducoudray, né le 13 décembre 1760 à Saint-Martin-de-Ré (Île de Ré) et mort le 2 janvier 1837 à Bordeaux (Gironde), est un général français.

## États de service
Descendant d'Étienne Rocbert de La Morandière, Étienne François Rocbert de Lamorendière-Ducoudray est le fils d'Honoré Étienne Emmanuel Rocbert du Coudray et de Jeanne Marie Brunet de La Socelière.
Il entre en service le 25 décembre 1785, comme sergent au régiment du Cap, il passe sous-lieutenant le 15 décembre 1786, et lieutenant le 26 septembre 1790.
Il est nommé capitaine le 9 février 1792, au 106e régiment d’infanterie, et de 1793 à 1796, il sert dans l’armée des côtes de Brest puis dans celle des côtes de l’Océan.
Le 23 novembre 1796, il passe dans la 13e demi-brigade d'infanterie de ligne de deuxième formation, et il rejoint l’armée d’Italie. En 1798, il est désigné pour participer à la campagne d’Égypte, il est blessé le 8 mai 1799, lors du siège de Saint-Jean-d’Acre, et il est nommé chef de bataillon le 19 avril 1799.
De retour en France en 1801, il est promu au grade de major au 70e régiment d’infanterie le 22 décembre 1803. Il est nommé colonel le 28 décembre 1809, au 75e régiment d’infanterie de ligne. De 1809 à 1813, il participe à la campagne d’Espagne. 
Il est créé baron de l’Empire le 13 avril 1811, et il est fait officier de la Légion d’honneur le 28 juin 1813.
Il est promu général de brigade le 25 novembre 1813, et le 15 décembre suivant il prend le commandement de la 2e brigade de la 6e division d’infanterie, à l’armée des Pyrénées. Il combat à la bataille d’Orthez le 27 février 1814, et il est blessé le 10 avril 1814, à la bataille de Toulouse.
Il est fait chevalier de Saint-Louis, en août 1814. Il est admis à la retraite en octobre 1815.
Il meurt le 2 janvier 1837 à Bordeaux.

## Hommages
Son nom est inscrit sur le pilier Sud de l’arc de triomphe de l'Étoile, 22e colonne.

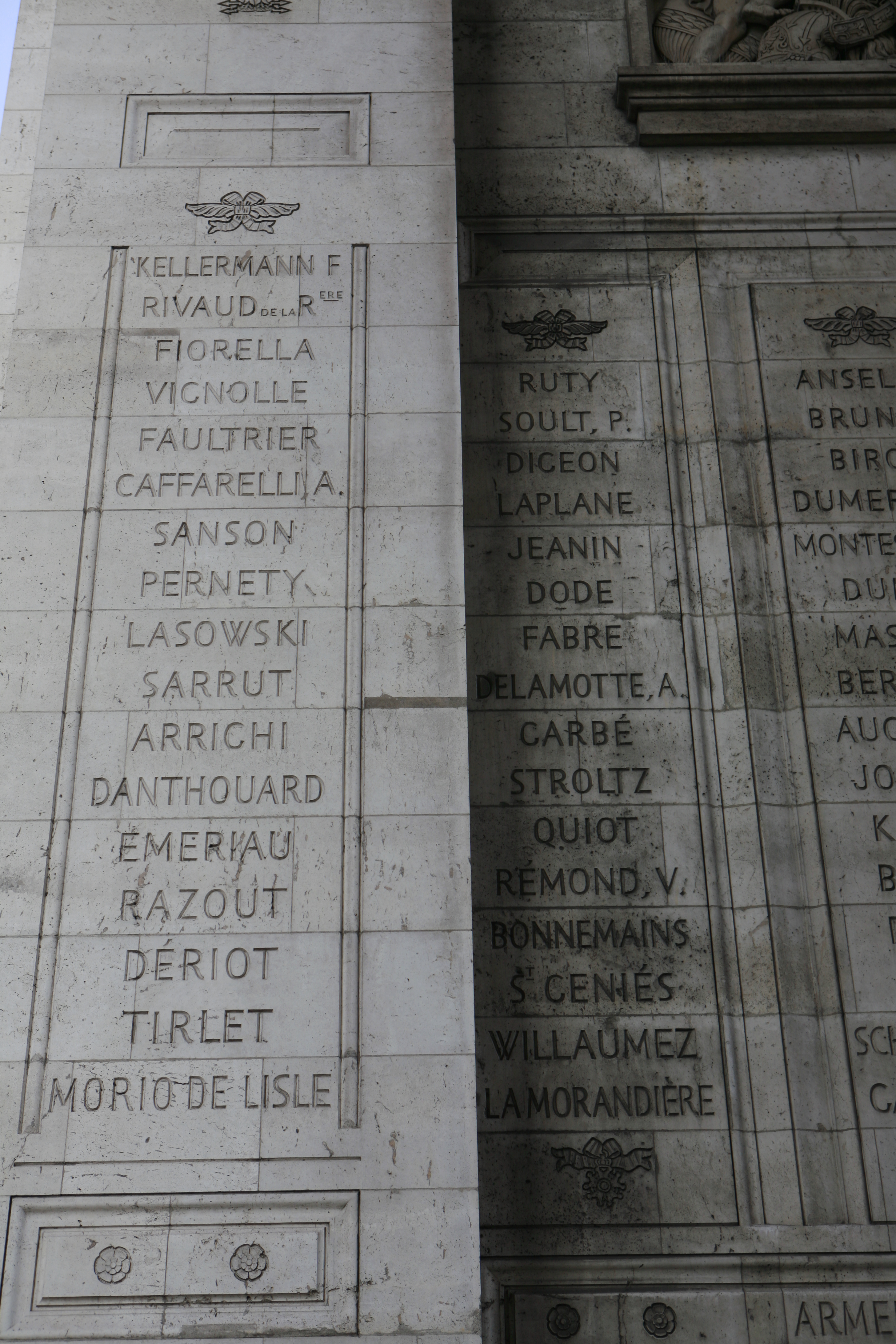
Noms gravés sous l'arc de triomphe de l'Étoile : pilier Sud, 21e et.

## Dotation
- Le 15 août 1810 : Dotation de 2 000 francs de rente annuelle sur le département du Trasimène.

## Armoiries
- Baron de l'Empire le 15 août 1810 (décret), le 13 avril 1811 (lettres patentes)

- Écartelé au premier d'azur à la tour d'or, accompagnée en chef de deux étoiles et en pointe d'un croissant d'argent, au deuxième des barons tirés de l'armée ; au troisième de gueules à la pyramide tronquée d'argent, maçonnée de sable ; au quatrième d'or à la tête d'indien en abîme de sable, les oreilles chargées de pendants d'argent - Livrées : les couleurs de l'écu

## Sources
- (en) « Generals Who Served in the French Army during the Period 1789 - 1814: Eberle to Exelmans »
- Thierry Pouliquen, « Les généraux français et étrangers ayant servis [sic] dans la Grande Armée » (consulté le 27 février 2014)
- « La noblesse d’Empire » (consulté le 27 février 2014)
- (pl) « Napoléon.org.pl »